# Polistes carnifex
Polistes carnifex, conocida como avispa ejecutora, avispa verdugo o avispa ahogadora, es un véspido neotropical del género cosmopolita Polistes, conocida por su picadura extremadamente dolorosa y potente.
La avispa es originaria de América Central y del Sur. Es una avispa de papel amarilla y marrón muy grande que establece pequeñas colonias que construyen nidos bajo los aleros de los edificios o suspendidos de ramas. Las colonias son fundadas por reinas solitarias. No todos los nidos tienen una hembra con ovarios desarrollados. Los adultos en busca de alimento traen néctar y presas maceradas al nido para alimentar a las larvas en desarrollo que se alojan individualmente en celdas separadas en el nido. Tiene mandíbulas con dientes.

## Taxonomía
En 1768, el HMB Endeavour partió de Plymouth en el primer viaje de James Cook, llegando al puerto de Río de Janeiro unos meses más tarde, en noviembre. Aquí uno de los pasajeros, el rico naturalista Joseph Banks, adquirió un espécimen hembra de avispa gigante, que recorrió el mundo para llegar finalmente a Inglaterra en 1771.
Mientras tanto, el danés Johan Christian Fabricius había viajado a la Universidad de Upsala en 1762 para estudiar con el célebre Carlos Linneo y, al regresar a Dinamarca dos años más tarde, comenzó a trabajar en su primera publicación, el Systema Entomologiæ, en la que intentó enumerar todas las especies conocidas. Especies de insectos (que incluían arañas, cangrejos y otros artrópodos en ese momento) según el nuevo sistema Linneo. En 1770 fue nombrado profesor en la Universidad de Copenhague, y cuando en 1773 la Universidad de Kiel (ahora alemana) fue cedida a Dinamarca, pronto fue nombrado profesor allí. En 1771, Fabricius comenzó a hacer viajes anuales de verano a Londres para estudiar las colecciones que Banks y otros habían realizado en tierras extranjeras, donde pudo estudiar el espécimen brasileño de avispa de Banks en la residencia de Banks en Londres. En 1775 se publicaron finalmente las 832 páginas del Systema Entomologiæ, y en este, Polistes carnifex fue descrito científicamente por primera vez bajo el nombre de Vespa carnifex, utilizando el espécimen de Banks como holotipo. Este espécimen ahora se almacena en el Museo de Historia Natural de Londres.
En 1802, Pierre André Latreille creó el género Polistes, y en 1804 Fabricius trasladó esta especie de Vespa al nuevo género.
La cita de autoridad de la especie se ha atribuido erróneamente a Henri Louis Frédéric de Saussure, quien escribió algunos de los libros más importantes sobre el tema de las avispas.
En 1853, de Saussure reconoció que numerosos taxones que habían sido descritos por otros eran sinónimos de esta especie, y sinonimizaron P. onerata, P. rufipennis, P. transverso-strigata y P. valida con P. carnifex. También lo sinonimizó P. chlorostoma y P. major, aunque ahora ambos son reconocidos como especies válidas.

### Subgéneros y especies
Owain Richards en 1973, y nuevamente en 1978, clasificó a la P. carnifex en un subgénero monotípico que llamó Onerarius. En un estudio morfológico de 1996 de la mayor parte del género Polistes, James Michael Carpenter encontró que este subgénero causaba que el subgénero Aphanilopterus fuera parafilético y, por lo tanto, se sinonimizaba el Onerarius con el subgénero Aphanilopterus. Sin embargo, en 2018 ya no siguió su propia interpretación taxonómica y continuó usando el Onerarius de Richards.
En 1857, de Saussure fue el primero en intentar organizar las especies de Polistes, haciéndolo sobre la base de la forma del abdomen, ya sea cónico, con el primer segmento amplio y estrechándose a un último segmento comprimido, con un metatórax cónico y algo alargado; o con el abdomen de forma ovalada, el primer segmento ampuliforme (con forma de frasco) y el metatórax más plano y su extremo menos alargado. Colocó a P. carnifex en un tercer grupo con características entre estos dos, junto con P. aurifer y una nueva especie que describió de Nuevo México (un territorio mexicano que recientemente había sido conquistado y anexado por los Estados Unidos y que en ese momento incluía todo lo que se encuentra entre la moderna California y el este de Texas), P. comanchus.
Entre las especies de Polistes que se encuentran en Pará, Adolpho Ducke lo agrupa con P. canadensis, P. goeldii y P. versicolor, basándose en la morfología del mesopleurón.
Uno de los árboles filogenéticos hipotéticos coloca a P. carnifex más estrechamente relacionado con P. major y más distante a las siguientes especies: P. apachus, P. aurifer, P. bellicosus, P. carolina, P. metricus, P. poeyi ssp. haitiensis y P. perplexus. Sin embargo, no ha habido consenso con respecto a la filogenia de P. carnifex, por lo que ningún árbol filogenético puede considerarse correcto.

### Subespecies
Se aceptan las siguientes tres subespecies:
- Polistes carnifex ssp. carnifex: se encuentra en el este de Brasil,[3] Costa Rica, México[6] y EE. UU.
- Polistes carnifex ssp. boliviensis Bequaert, 1936 - encontrado en Colombia, Perú y Bolivia.[17][18]
- Polistes carnifex ssp. rufipennis (Latreille, 1833) - encontrado en Honduras, Panamá[12] y Venezuela.[19]

El holotipo de P. carnifex ssp. boliviensis fue recolectado por José Steinbach en algún lugar del departamento de Santa Cruz, Bolivia. Este y tres paratipos de Bolivia y Perú se almacenan en el Museo de Anatomía Comparada, de la Universidad de Harvard.
P. carnifex ssp. rufipennis fue descrito originalmente como P. rufipennis por Pierre André Latreille a partir de una colección hecha por Alexander von Humboldt y Aimé Bonpland durante su célebre viaje de exploración científica a América. El espécimen femenino único (el holotipo) fue recolectado en algún lugar de Venezuela. Fue sinonimizado con esta especie por De Saussure en 1853.

### Etimología
La etimología de la nomenclatura binaria carnifex proviene del latín, donde significa 'verdugo' o 'ejecutor', con los significados implícitos de 'torturador' o 'asesino', con la palabra usada como un insulto en el sentido de 'sinvergüenza', 'villano' o 'bribón'.  La palabra latina carnis , que significa 'carne',  combinada con el sufijo genitivo plural -fex , derivado de la palabra facio , y que significa '-maker' (entre varios conceptos similares),  juntos dar 'hacedor de carne'.

## Nombres comunes
En Paraguay, en el idioma guaraní , se lo suele conocer como kava mainomby, menos comúnmente como kava sa'yju o kava alazán. Este nombre lo comparten otras especies de avispas en Paraguay. En inglés, kava mainomby se traduce como 'avispa colibrí', que se refiere a su gran tamaño. 
En 2018, la personalidad de YouTube Coyote Peterson popularizó el nombre de "avispa verdugo" para esta criatura,  una traducción de su nombre científico que tomó de un recurso en línea.

## Descripción

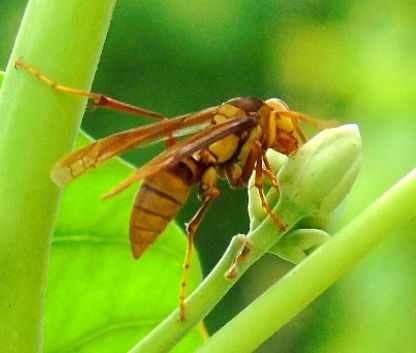
En Mazatlán, Sinaloa, México

Polistes carnifex es la avispa neotropical más grande del género Polistes con una longitud corporal de hasta tres centímetros.  El tamaño normal es 24-27 mm,  con un máximo posible de 33 mm.  A pesar de su tamaño, es un insecto relativamente no agresivo. 
Es de color amarillo con algunas rayas marrones, estas son parcialmente negruzcas.  Las antenas son amarillas con una base oscura. La cabeza es amarilla, la corona de la cabeza es negra y termina con rayas de color marrón rojizo. Los maxilares son de color marrón rojizo, perfilados en negro. El tórax es amarillo, la parte dorsal negra, pero con un cuarteto de manchas de color marrón rojizo oscuro.  El pronoto es total o casi totalmente de color amarillo. El abdomen es amarillo, el segundo segmento (tergita) oscurecido en la base. Las alas son de color marrón rojizo, o marrón rojizo amarillento y los tarsos son de color oscuro. 
Puede agruparse con una serie de especies que pueden distinguirse de otras especies del género Polistes por la falta de un surco en la parte inferior de su cabeza llamado surco epicnemial. P. carnifex se puede distinguir entre este grupo de avispas por sus amplias mejillas. Además, el primer tergito es muy compacto, dorsalmente convexo y elevado verticalmente en comparación con la constricción donde se inserta el abdomen en el tórax. Además, los ojos no tocan el clípeo . Por último, se trata de una avispa muy grande, cuyos ejemplares siempre miden más de 20 mm.  El primer segmento gastral (esternita) es menos ancho que largo. 
Ducke afirma que los nidos, con su pecíolo central relativamente largo y fuerte, son característicos de la especie, al menos entre las especies del género cuyo nido se conocía en su época. 
P. carnifex ssp. rufipennis parece diferir del tipo designado por el cuerpo y las alas de un color marrón tostado, casi castaño. Latreille lo describe así, con las antenas y el último cuarto de los tarsos más amarillentos. Es amarillo por encima de las mandíbulas, el borde posterior (posterior) del primer segmento del tórax, el final del tórax, el área más allá del segundo escutelo , los bordes posteriores de los primeros tres anillos ( tergitas+ esternitas) del abdomen y la totalidad del anillo siguiente, siendo este amarillo en forma de bandas en los anillos frontales, y formando dos grandes parches unidos que se extienden lateralmente hasta el extremo del tórax. Una parte de los lados inferior y anterior, el contorno del escutelo y el segmento cuadrado sobre el que Latreille llama el "segundo escutelo" son de un color similar, pero más tenue. El abdomen y las alas son brillantes. La longitud del cuerpo de la criatura es de 26 mm. 

### Mandíbulas
Como miembro de la orden Hymenoptera, Polistes carnifex tiene mandíbulas que se pueden usar para obtener fibras de madera, construir nidos o capturar y macerar presas.  Las mandíbulas de P. carnifex son cortas. Sin embargo, son marcadamente anchas en su base, con una relación de largo a ancho basal de aproximadamente 2: 1. Un área basal externa se extiende "desde el margen basal... hasta un punto situado aproximadamente a la mitad de la longitud de la mandíbula". P. carnifex también tiene dientes. "Un área posterior distal convexa... es continua con el diente apical más posterior y permanece adyacente a un área media distal". Esta área es convexa en P. carnifex. En P. carnifex, el borde anterior del tercer diente es alargado, en comparación con otras especies. 

### Genitales
Como la mayoría de los insectos, los genitales de esta especie son muy característicos. La avispa macho tiene un parámero que es dos veces y media más largo que ancho en el medio, con la espina parameral alrededor de 1/6 de la longitud y un surco poco profundo en su lado. Esta espina está cubierta de cerdas muy largas y densas y puntiagudas apicalmente. El lóbulo del parámero está bien desarrollado y redondeado, la parte inferior del parámero es estrecha, aproximadamente 2/3 del ancho en la parte media. 
Tiene un edeago esbelto, con unos 27 dientes distribuidos desde el final hasta el inicio de la expansión en la parte media del edeago. La válvula del pene está débilmente dilatada, con una entrada central y una apariencia débilmente bilobulada (la válvula es un poco más de 1/3 de la longitud de la parte apical del edeago). La expansión de la parte media del edeago está bien desarrollada y tiene un ápice puntiagudo. El apodema lateral del edeago se dirige hacia adelante con una proyección central débil y más corta que la apófisis ventral redondeada (proyección), mientras que la porción inferior (inferior) del edeago es débilmente curvada, apareciendo casi recta desde un lado. 
El dedo es delgado, con un proceso apical bien desarrollado que es aproximadamente una vez y media más largo que la base del dedo y el mismo ancho desde la base hasta el final. Este extremo (ápice) es puntiagudo. El dedo tiene una franja de punteado evidente alrededor de su base y un lóbulo anteroventral que es corto con un extremo redondeado y está cubierto de cerdas ( evanescentes ) que se desprenden fácilmente . 
La cúspide es delgada, con un ápice puntiagudo y afilado abruptamente, cubierto de cerdas largas y escasas, con más cerdas en los bordes de los lados y cerdas cortas en la parte inferior. La punción en la cúspide solo se encuentra en el lóbulo lateral. 

### Especies similares
En Paraguay, de acuerdo con la clave de identificación proporcionada por Bolívar Rafael Garcete-Barrett , las especies más parecidas son P. cavapyta , que tiene la cabeza completamente amarilla y tiene bandas de color naranja oxidado, P. lanio, que tiene una extensa coloración negra en el mesosoma (~ tórax) y la parte posterior del metasoma (~ abdomen), P. canadensis, que tiene un metasoma rojo excepto algo de negro en las suturas entre las placas del exoesqueleto . La P. major, mucho más pequeña, es la única especie en Paraguay con un patrón de color similar. 
En Nicaragua, según la clave proporcionada por Jean-Michel Maes , se distingue mejor de la especie más parecida de la región, P. major, por sus amplias mejillas, y además los genitales masculinos de ambas especies son muy característicos. 
En Brasil, Ducke lo compara con P. claripennis, que tiene una coloración similar, pero con un amarillo más pálido. Esta especie es mucho más pequeña y carece de las anchas mejillas de P. carnifex. 
Según Joseph Charles Bequaert en 1936, muchos de los especímenes etiquetados como P. carnifex en las colecciones son P. major y estas dos especies se confunden comúnmente. Todos los registros publicados de Cuba y La Española son P. major.  Véase, por ejemplo, la descripción de William J. Fox de un espécimen recolectado en la isla San Esteban en el Golfo de California , México.

## Distribución
Polistes carnifex es originaria de América Central y del Sur; su área de distribución se extiende desde Arizona y el sur de Texas  hasta la provincia de Misiones en el norte de Argentina.  En 1907 Ducke declaró que la especie se encontraba en las Antillas Mayores,  pero según Bequaert en 1936, la especie no se encuentra en los Estados Unidos ni en las Antillas Mayores.  Sin embargo, en 1940 se demostró que estaba equivocado, cuando el primer espécimen de los Estados Unidos fue recolectado en Arizona por John J. duBois, este registro se publicó por primera vez en 1955. 
En Brasil se ha encontrado en los estados de Río de Janeiro,  Pará  y Paraná . 
En México se ha registrado en los estados de Baja California,  Jalisco, Morelos, Nayarit, Oaxaca, Sinaloa,  Sonora,  Veracruz  y Yucatán,  así como Ciudad de México . 
En Paraguay se encuentra en los departamentos de Alto Paraná, Canindeyú, Paraguarí y San Pedro . 
Bequaert afirma que la especie no es común en ningún lugar.  Ducke también afirma que se ve con poca frecuencia en Pará, Brasil. 

## Ecología

### Hábitat
La especie se encuentra en áreas costeras, húmedas y abiertas, como en los bosques tropicales siempre verdes.  En zonas tropicales como Paraguay, Guatemala,Brasil y Argentina se encuentra en extensos hábitats boscosos sin lluvias fuertes. 

### Comportamiento
Antes de la década de 1970, se sabía poco sobre la biología o el comportamiento de Polistes carnifex.  P. carnifex es una especie de avispa del papel, por lo que, como otros miembros de la subfamilia Polistinae,  es una avispa eusocial . 

#### Nidos
El nido es fundado por una reina solitaria que construye una primera celda y luego más celdas de material pulposo macerado.  Para crear una colonia, la reina agranda una celda introduciendo una bola de pulpa recién macerada por su cuenta. Usando sus mandíbulas, la reina carga la pelota mientras sostiene los lados de la pared que se está construyendo con sus tarsos anteriores. Mientras completa esta tarea, la reina mueve sus antenas en círculos alrededor de su cabeza, tocando la pared opuesta paralela. El contacto entre la antena y la pared permite a la reina construir lados rectos en la pared interior. Ella pone huevos y alimenta a las larvas, alimentándolas con néctar y presas maceradas. Las obreras que emergen de las primeras celdas luego ayudan con la construcción y el desarrollo de la colonia y pueden aparearse y poner huevos. Polistes carnifex es una especie social y los nidos consisten en una serie de celdas horizontales para las crías. Los nidos se construyen con pulpa de madera que las avispas mastican para formar una masa.  En un estudio en Costa Rica, se encontraron nidos colgando de ramas de varias especies de árboles espinosos bajos cerca de un pantano efímero.  Se han visto nidos bajo los aleros de los edificios.  Los nidos son colgantes y de cara abierta, sostenidos por un solo pecíolo en el centro que reforzados por un material gelatinoso resistente. De los seis nidos medidos por Corn, el tamaño máximo de un nido de P. carnifex fue de aproximadamente 9 cm de diámetro.  Un nido en el que ocurrió una emergencia como mínimo tenía una longitud promedio de 27,8 mm.  Los nidos varían en la población adulta de 4 a 13 individuos.  En un nido estudiado, había 28 celdas y este número permaneció constante durante la duración de la observación (17 días).  Solo se observó agrandamiento de una celda, que estaba en la periferia. 

#### Reproducción
De los seis nidos examinados en 1972, no todos contenían una hembra con "ovarios bien desarrollados".

### Alimentación
El naturalista inglés Thomas Belt observó cómo una Polistes carnifex que había encontrado una oruga grande, la masticaba y la mitad formaba una bola macerada. Al recogerlo, revoloteó durante unos segundos y luego dio varias vueltas alrededor del lugar entre el denso follaje donde yacía la otra mitad de la oruga. Luego voló pero regresó un par de minutos más tarde y rápidamente ubicó el agujero correcto entre las hojas. Al abrirse paso entre el follaje, al principio no pudo encontrar la hoja exacta en la que descansaba la oruga. Después de varias cacerías infructuosas intercaladas con cortos vuelos en círculos, finalmente localizó a la presa desmembrada y se fue volando con su trofeo. Belt se maravilló de que el insecto pudiera usar un proceso mental tan similar al que un humano podría haber usado para recordar la ubicación específica de su presa. 
En Colombia, veintinueve de forrajeo se observaron avispas de regresar a un nido particular, con veinticinco cargas de néctar, tres cargas de presa macerada y uno de pulpa de nido de capacidad. Cuando llegó una avispa en busca de alimento, la avispa de mayor rango presente exigió comida y luego ambas alimentaron a las larvas. Cada avispa metió la cabeza en una celda, tamborileó en las paredes de la celda con sus antenas y luego depositó la comida. El investigador pudo escuchar el tamborileo a un metro de distancia y pudo haber alertado a las larvas de la presencia de comida. 

### Interacciones dentro de la especie

#### Vigilancia de trabajadores
Como miembro del orden himenópteros, Polistes carnifex está sujeto a la vigilancia de las obreras. [ cita requerida ] Si bien las trabajadoras diploides no se aparean, pueden poner huevos no fertilizados que se convertirán en machos haploides. La relación genética de una obrera con su descendencia es r = 0,5 y su relación con los hijos de la reina es r = 0,25. De manera similar, la relación de la reina con su propia descendencia es r = 0,5, mientras que la relación de la reina con los hijos de sus obreras es r = 0,25, por lo que la reina prefiere tener sus propios hijos. Las otras obreras están más relacionadas con la descendencia de la reina que con la descendencia de sus hermanas. Las consecuencias de estas diferencias son las siguientes: las reinas intentan suprimir la producción de huevos por parte de los trabajadores y los trabajadores tienen un incentivo para impedir que otros trabajadores produzcan huevos. Este fenómeno se conoce como "vigilancia de los trabajadores". 

#### Comportamiento territorial
En Costa Rica, los machos de Polistes carnifex se congregan en la cima de las crestas donde mantienen territorios. Los machos ahuyentan a otros machos conespecíficos de estos territorios que consisten en grupos de árboles y arbustos sin nidos. Se sugiere que las hembras solo se aparean con los machos que ocupan dichos territorios. 

### Interacciones con otras especies
Los nidos (que colgaban de ramas bajas en árboles espinosos cerca de un pantano) se encontraban a veces dentro de aproximadamente un metro de los nidos de una especie de Polybia y ocasionalmente en una proximidad similar a un nido de Mischocyttarus. Polybia y Mischocyttarus se asocian a menudo en la misma área; sin embargo, Polistes carnifex solo se encontró ocasionalmente en las proximidades. La asociación de P. carnifex con otras especies de avispas sociales no se ha informado fuera de Costa Rica.  Algunos árboles tenían varios nidos de diferentes especies de avispas, mientras que muchos otros árboles similares no tenían ninguno, lo que sugiere que hay una distribución no aleatoria. 
La especie P. major parece ser una imitación batesiana de esta especie. 

#### Parásitos
En un estudio de seis nidos de Polistes carnifex, en tres celdas había un huevo adicional en lugar del habitual, pero estos huevos parecían ser de P. carnifex. El autor de este estudio no encontró evidencia de parasitismo,  sin embargo, las avispas son parasitadas por insectos estrepsípteros del género Xenos.  Estos parásitos obligados infectan las larvas de avispas en desarrollo en el nido y están presentes dentro del abdomen de las avispas hembras cuando eclosionan. Aquí permanecen hasta que empujan a través de la cutícula y pupan (machos) o liberan el primer estadio infecciosolarvas en flores (hembras). Estas larvas son transportadas de regreso a sus nidos en busca de avispas.

## Picadura
Aunque la avispa verdugo no es una especie de avispa particularmente agresiva, se ha ganado una reputación en muchos países latinoamericanos por su potente picadura. La personalidad de YouTube y educador de vida silvestre Nathaniel "Coyote" Peterson, que con fines educativos y de entretenimiento se ha expuesto deliberadamente a una variedad de picaduras de insectos, fue picado por la avispa verdugo y declaró que su picadura era la más dolorosa que había recibido en su vida, más dolorosa que la de la hormiga bala o del avispón gigante asiático. Peterson también dijo que esta picadura puede causar necrosis tisular alrededor del sitio picado: "Mi brazo estuvo hinchado durante días y finalmente un pequeño orificio se pudrió en mi brazo por el veneno en el lugar de la picadura".